# دومینیک مونامی
 دومینیک مونامی (انگلیسی: Dominique Monami؛ زاده ۳۱ مهٔ ۱۹۷۳) یک تنیس‌باز اهل بلژیک است.